# آنتوان گارسران
آنتوان گارسران (انگلیسی: Antoine Garceran؛ زادهٔ ۷ فوریهٔ ۱۹۵۰) بازیکن فوتبال اهل فرانسه است.
از باشگاه‌هایی که در آن بازی کرده‌است می‌توان به باشگاه فوتبال پاری سن ژرمن، باشگاه فوتبال والنسین، و باشگاه فوتبال استاد رنس اشاره کرد.